# Munttoren
La Munttoren, également connue en français en tant que tour de la Monnaie, est une tour située dans la capitale néerlandaise Amsterdam, bordant la place de la Monnaie (Muntplein). Faisant autrefois partie de la Regulierspoort en tant que porte de ville, est l'une des trois principales portes que la ville possède au Moyen Âge. Construite entre 1480 et 1487, elle est composée alors de deux tours et d'un poste de garde, une tour unique subsistant de nos jours.

## Histoire

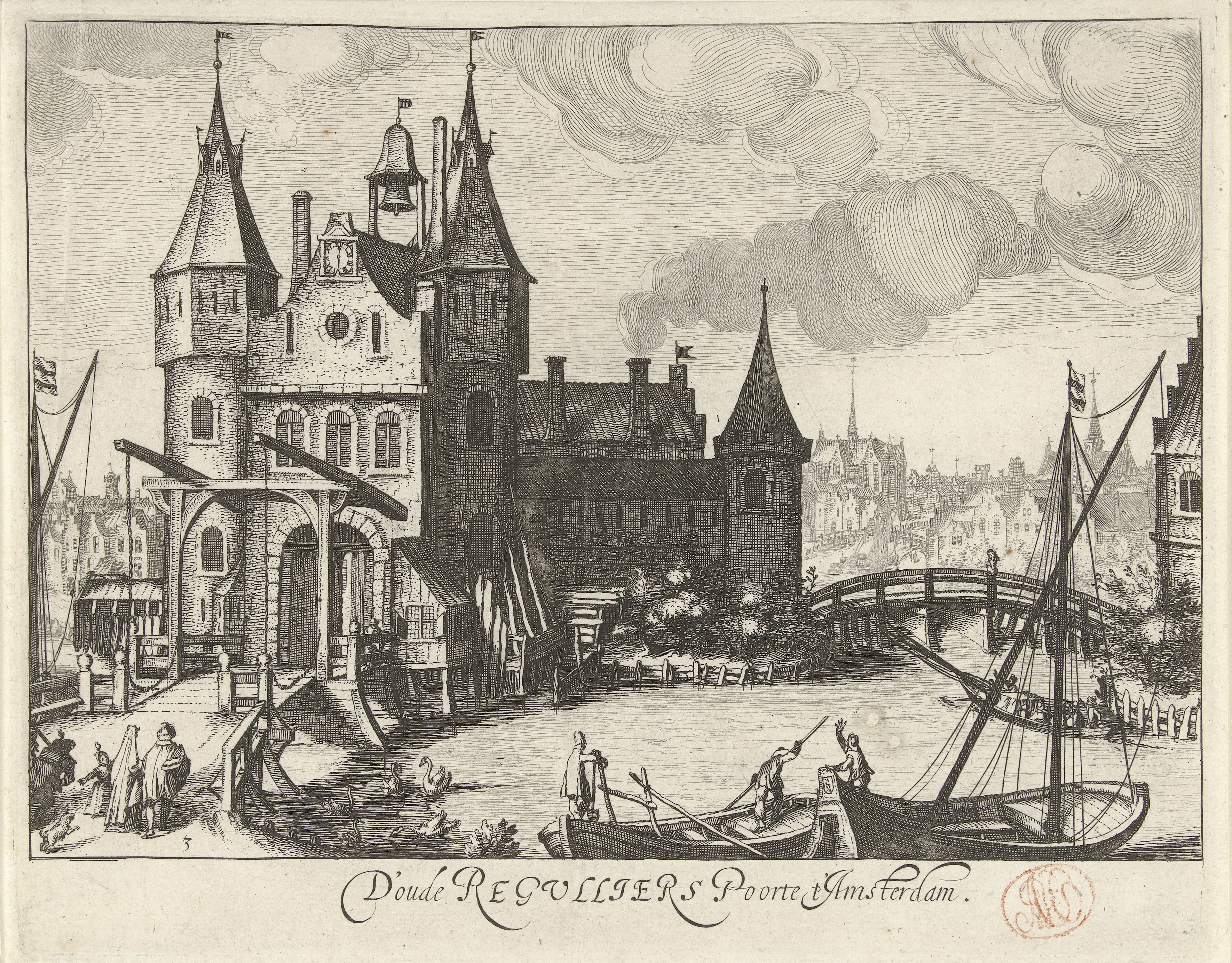
Le Premier Regulierspoort

### Construction et fabrication de monnaie

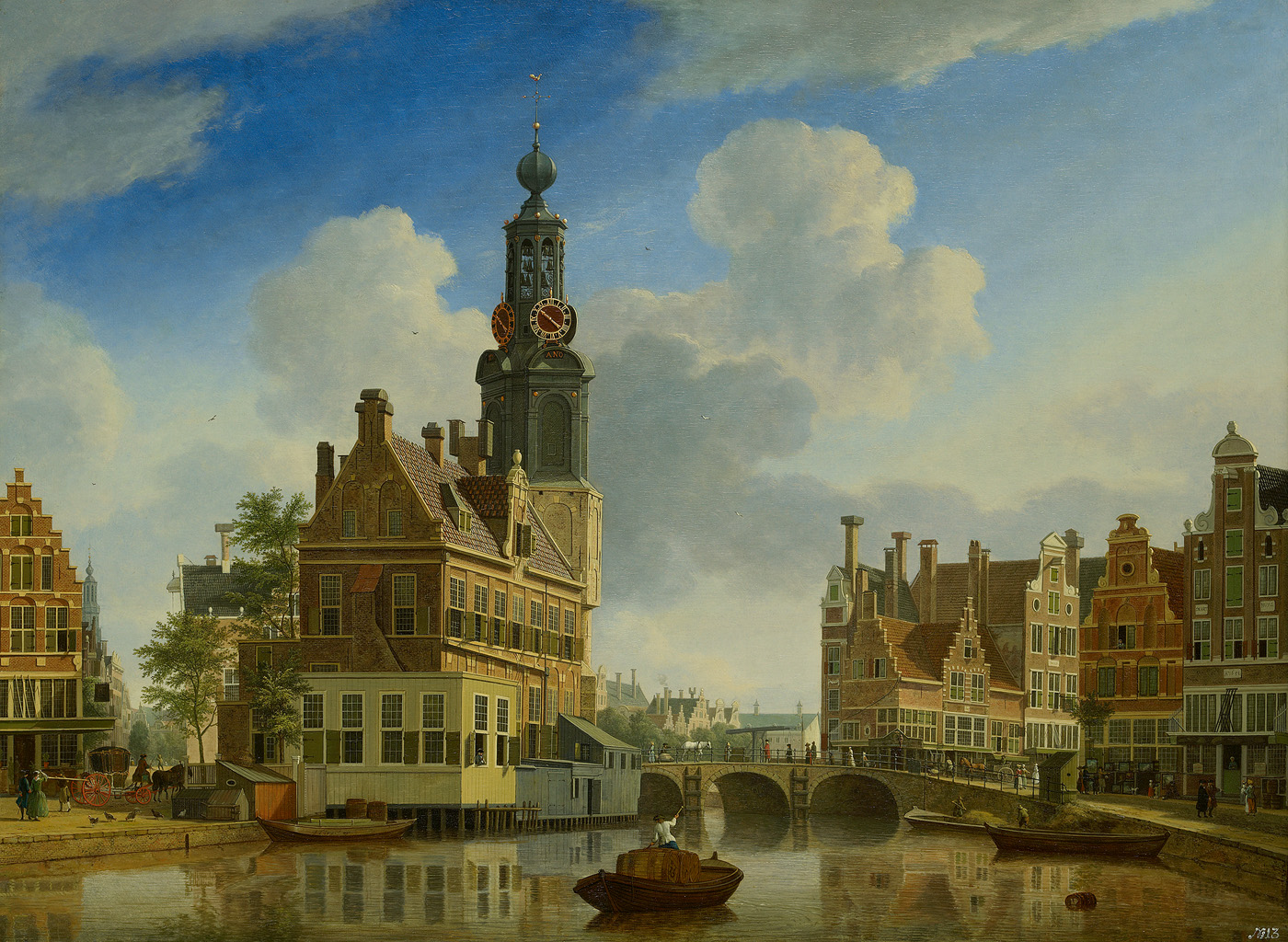
La tour de la Monnaire vue depuis le Singel (1751).

Après qu'un incendie détruit la porte en 1618, il est décidé de ne reconstruire que la tour ouest. La tour de forme aplatie reçoit entre 1619 et 1620 une superstructure octogonale et une flèche ouverte avec une horloge à quatre cadrans et un carillon d'après un projet de Hendrick de Keyser. Le carillon est fabriqué vers 1650 par les frères Pierre et François Hemony. Les cloches sont vendues comme ferraille en 1873. Certaines cloches sont actuellement visibles au musée d'Amsterdam et les autres sont réinstallées. Le carillon est actuellement composé de 38 cloches, soit 11 de plus qu'à l'origine.
Un tambour mécanique équipé de pointes actionne les cloches tous les quarts d'heure. Chaque demi-heure et heure l'horloge sonne le nombre de coups requis. Tous les samedis entre 12 et 13 heures un concert est donné par un carillonneur. Le nom de la tour fait référence au fait qu'au XVIIe siècle, la monnaie est frappée dans le corps de garde. En l'an 1672, appelée aux Pays-Bas rampjaar, littéralement « année désastreuse », les troupes françaises envahissent une grande partie du pays, empêchant le transport d'or et d'argent vers les villes où est frappée la monnaie (Dordrecht et Enkhuizen). Amsterdam reçoit alors temporairement le droit de frapper la monnaie.

### Temps modernes

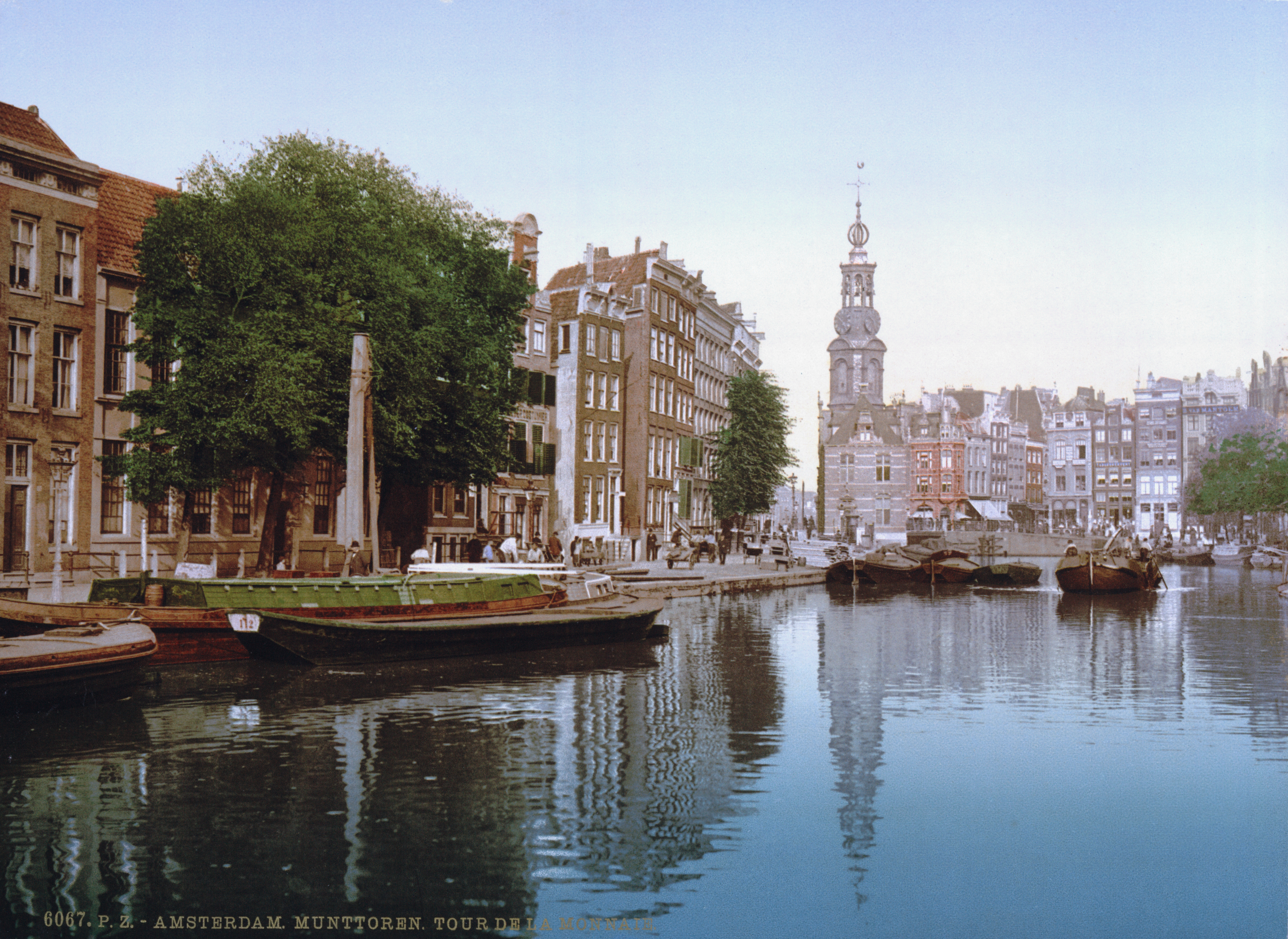
La Munttoren en 1900.

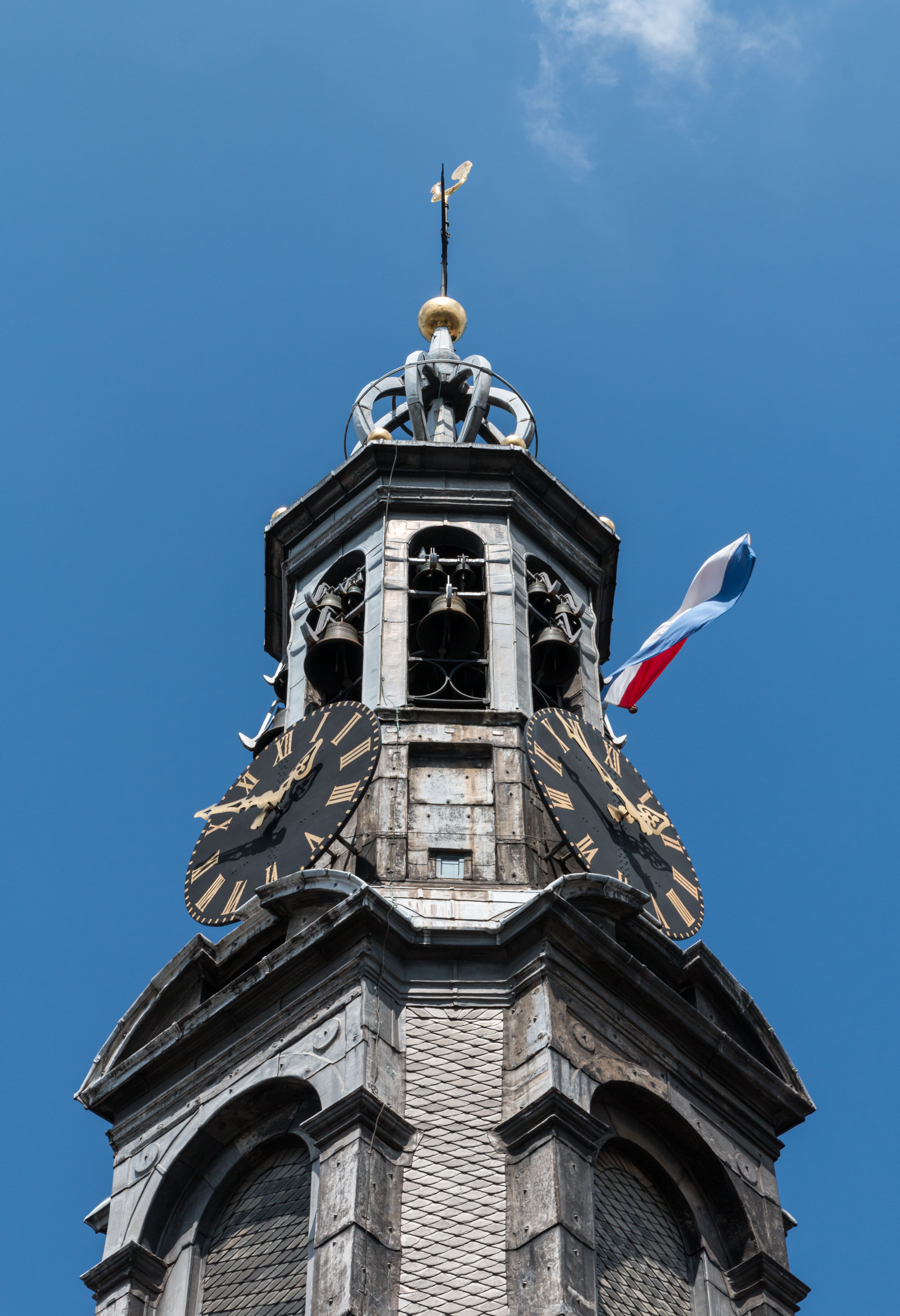
Le clocher de la Munttoren, en 2015

Le corps de garde est démoli au XIXe siècle et remplacé par le bâtiment actuel, construit entre 1885 et 1887. Un passage est construit au rez-de-chaussée durant des transformations entre 1938 et 1939. Le passage est actuellement fréquemment emprunté par les piétons qui traversent la place de la Monnaie.
La place est en réalité un large pont où le Singel aboutit dans l'Amstel. Il s'agit du plus large pont du centre d'Amsterdam. D'importants travaux de soutènement viennent renforcer les fondations de la Munttoren, sérieusement affaissés durant les travaux de la Noord/Zuidlijn du métro d'Amsterdam, dans les années 2000.
Des reproductions de la Munttoren sont visibles à Madurodam (La Haye) et Mini-Europe (Bruxelles).